# 赤い鳥 (フォークグループ)
赤い鳥（あかいとり）は、日本のフォークグループ。1969年に結成、1970年代を中心に活動し、1974年に解散した。解散後は元メンバーが紙ふうせん、ハイ・ファイ・セット、ハミング・バードを結成した。

## 解散時のメンバー
| 名前                           | 生年月日                                | 出身地               | 担当               | 備考                                 |
| ------------------------------ | --------------------------------------- | -------------------- | ------------------ | ------------------------------------ |
| 後藤悦治郎（ごとうえつじろう） | 1946年4月29日（79歳）                   | 兵庫県尼崎市         | ギター             |                                      |
| 平山泰代（ひらやま やすよ）    | 1947年3月28日（78歳）                   | 広島県広島市         | ピアノ             | 1974年2月に後藤悦治郎と結婚          |
| 山本俊彦（やまもと としひこ）  | 1947年2月23日 - 2014年3月27日（67歳没） | 大阪府大阪市         | ギター             |                                      |
| 山本潤子（やまもと じゅんこ）  | 1949年12月30日（75歳）                  | 大阪府大阪市阿倍野区 | ボーカル・ギター   | 旧姓：新居 1973年4月に山本俊彦と結婚 |
| 大川茂（おおかわ しげる）      | 1945年9月6日（79歳）                    | 三重県               | ベース             | 1969年6月加入                        |
| 渡辺俊幸（わたなべ としゆき）  | 1955年2月3日（70歳）                    | 愛知県               | ドラム・キーボード | 1973年4月から                        |

### 解散前に離脱したメンバー
| 名前                                           | 生年月日                                | 出身地       | 担当                       | 備考                   |
| ---------------------------------------------- | --------------------------------------- | ------------ | -------------------------- | ---------------------- |
| 松田幸一（まつだ こういち）                    | 1947年4月15日（78歳）                   | 富山県魚津市 | ハーモニカ・パーカッション |                        |
| 大村憲司（おおむら けんじ）                    | 1949年5月5日 - 1998年11月18日（49歳没） | 兵庫県神戸市 | ギター                     | 1972年2月から1973年4月 |
| 村上“ポンタ”秀一（むらかみ ぽんた しゅういち） | 1951年1月1日 - 2021年3月9日（70歳没）   | 兵庫県西宮市 | ドラム                     | 1972年6月から1973年4月 |

## 経歴
グループ名は鈴木三重吉主宰の児童雑誌『赤い鳥』からとった。
各人がボーカルを担当することができ、美しいハーモニーが魅力的なグループであった。各地の子守唄・伝承歌などを美しいコーラスワークで聴かせる傍ら、トニー・マコーレイ (en:Tony Macaulay) などの曲提供によりアルバムを発表するなどソフトロック的な音楽性も兼ね備えていた。そのため関西地区で結成されたグループであるが、いわゆる関西フォークとは一線を画していた。
結成当時は後藤と平山の二人が日本民謡を独自のやり方で取り上げたデュエットだった。山本と新居潤子は、谷村新司らと結成したコーラスグループ「ヒルビリー・シンガーズ」のメンバーであったが、アマチュアコンサートで一緒になったとき後藤に音楽性を買われて赤い鳥に加入した。いったん加入した松田が脱退したのち大川が参加し、ここに五人編成の「赤い鳥」が再編された。後期にはウッドストックの影響で、ロック色の強い音作りをしたが、基本的には赤い鳥は民謡とフィフス・ディメンションのようなコーラスものの両方をレパートリーにした。
1969年4月に兵庫県尼崎市武庫之荘にある公民館（通称「赤い屋根の家」）でコンサートを開催した。1969年11月、第3回ヤマハ・ライト・ミュージック・コンテストに関西・四国地区代表として出場。「竹田の子守唄」と「COME AND GO WITH ME」を歌い、フォーク・ミュージック部門の第1位を獲得、他部門の優勝グループを抑えてグランプリを獲得した。このコンテストにはオフコース（当時は「ジ・オフ・コース」）、チューリップ（当時は「ザ・フォー・シンガーズ」）も出場しており、財津和夫はオフコースに、小田和正は赤い鳥にそれぞれ「負けた」と思ったという。
村井邦彦（アルファミュージック）のプロデュースにより、1970年4月に渡欧しロンドンでレコーディングを行う。同年6月に日本コロムビアからシングル『人生／赤い花白い花』」、アルバム『FLY WITH THE RED BIRDS』でメジャーデビュー。同年9月、東芝EMIレコード／Liberty レーベルに移籍。同年10月に「合歓ポピュラーフェスティバル'70」に出場し「翼をください」で新人奨励賞を受賞。
1971年1月から1972年6月まで、竹田一彦カルテットがバックバンドとして協力。1971年2月発売のシングル『竹田の子守唄／翼をください』が発売3年で100万枚を突破するヒットになった。1972年7月、渡米しレコーディング。
メンバー内の音楽上の路線対立から1974年9月に解散。後藤・平山夫妻は「紙ふうせん」、山本夫妻と大川は「ハイ・ファイ・セット」、渡辺は「ハミング・バード」を結成した。

### 解散後
紙ふうせんはフォークのあり方を追求し、ハイ・ファイ・セットは荒井由実やジャズを取り上げるなど、ポップな演奏を繰り拡げた。ハミング・バードは赤い鳥の後期を継承するような音楽性を展開したが、アルバム1枚とシングル数枚で解散した。
その後、渡辺俊幸はグレープのサポートメンバーを経て、メンバーのさだまさしの専属音楽プロデューサー、編曲家を務める他、テレビドラマやアニメの劇伴も多く担当している。
1983年には、大阪府の万博球場で再結成コンサートが行われた。
1991年、後藤・平山夫妻は新ユニット「TSU-BA-SA」を結成した。2人のメンバーを新たに加えた4人編成で、1990年代中頃まで活動を行っていた。赤い鳥の再結成と見られることもあったが、あくまでも後藤夫妻のプロジェクトである。
大川は1995年、横浜市青葉区の食料品店の事務所荒らしを起こし逮捕。音楽活動には戻っていない。以後、ハイ・ファイ・セットは実質的に活動休止となり、山本潤子はソロ歌手及び松任谷由実のコーラスとしての活動が主体となる。山本俊彦は音楽プロデューサーとして活動していたが、2014年に死去。

## 代表曲
「翼をください」
1971年「竹田の子守唄」のB面曲として発売。合唱曲として有名となり、既に1970年代後半から学校教育の場でもよく採り上げられるようになっていた。
「翼を下さい」と表記されることもあるが、厳密には「翼を下さい」と漢字表記した場合は、後年制作され、赤い鳥としてもシングル発売した英語バージョンを指す。
同名のテレビドラマも制作・放映された（翼をください (曖昧さ回避)を参照。: 1991年に川村かおりがカバーしてリバイバルヒットした。山本潤子は赤い鳥解散後、ハイ･ファイ･セット時代やソロ前期は、この唄に限らず赤い鳥時代の歌を封印していた。しかしこの歌が合唱曲となり、我が子までもが知っていたことがきっかけでまた歌うようになった。1998年、サッカーワールドカップの際には、サッカー日本代表チームの応援歌として山本潤子が歌いヒットした。
「竹田の子守唄」
民謡の伝承曲を原曲としてうたごえ運動とともに広まった楽曲のカバー。1969年「お父帰れや」のB面曲としてURCから会員に発売。1971年メジャー発売されて大ヒットした。一般的にはどこかの民謡としか捉えられておらず、政治的要素よりも美しさでヒットした。ところがその後、被差別部落地区に伝わる子守唄を元にしているという理由で自粛され、長い間テレビ・ラジオから姿を消すことになり幻の曲となっていた。結局赤い鳥の被差別部落由来の曲はこの曲だけであった。
1995年発売の『これぞ決定盤! フォーク・ソング伝説』で初CD化。その他CDでは1998年発売の『URCシングルズ2』、1999年発売の『赤い鳥シングルズ』、2003年発売の12枚組ボックス・セット『赤い鳥 コンプリート・コレクション 1969-1974』および藤田正の著書『竹田の子守唄―名曲に隠された真実』（2003年2月、解放出版社、ISBN 4759200231）の付録CDに収録された。その後は『ゴールデン☆ベスト』シリーズ等のベストアルバムに代表曲として収録され、オリジナルアルバム『竹田の子守唄』自体も2013年にCD化されている。

## ディスコグラフィー

### シングル
|                                            | 発売日         | タイトル                           | c/w                                                                            | 規格  | 規格品番  |     |
| URC                                        | URC            | URC                                | URC                                                                            | URC   | URC       | URC |
| ------------------------------------------ | -------------- | ---------------------------------- | ------------------------------------------------------------------------------ | ----- | --------- | --- |
| 1st                                        | 1969年10月1日  | お父帰れや                         | 竹田の子守唄                                                                   | EP    | URS-0009  |     |
| アルファレコード                           |                |                                    |                                                                                |       |           |     |
| 2nd                                        | 1970年6月25日  | 人生／赤い花白い花                 |                                                                                | EP    | Z-6-JA    |     |
| 東芝音楽工業／LIBERTY                      |                |                                    |                                                                                |       |           |     |
| 3rd                                        | 1970年9月25日  | 誰のために                         | 小さな歴史                                                                     | EP    | LP-1212   |     |
| 東芝音楽工業／LIBERTY アルファミュージック |                |                                    |                                                                                |       |           |     |
| 4th                                        | 1971年2月5日   | 竹田の子守唄                       | 翼をください                                                                   | EP    | LP-1220   |     |
| 5th                                        | 1971年3月5日   | 美しい朝                           | スウィート・モーニング・レイン                                                 | EP    | LTP-2338  |     |
| 6th                                        | 1971年7月25日  | 忘れていた朝／言葉にならない言葉   |                                                                                | EP    | LTP-2489  |     |
| 7th                                        | 1971年12月1日  | 河／旅                             |                                                                                | EP    | LTP-2539  |     |
| 8th                                        | 1972年3月5日   | 赤い屋根の家／どこに帰ろう         |                                                                                | EP    | LTP-2424  |     |
| 9th                                        | 1972年7月25日  | 二人                               | 鳥のように                                                                     | EP    | LTP-2711  |     |
| 10th                                       | 1972年11月20日 | 翼を下さい (I WOULD GIVE ANYTHING) | 月曜はブルーな日                                                               | EP    | LTP-2746  |     |
| 11th                                       | 1973年2月5日   | まつり                             | 美しい星                                                                       | EP    | LTP-2796  |     |
| 12th                                       | 1973年5月20日  | みちくさ／窓に明りがともる時       |                                                                                | EP    | LTP-2717  |     |
| 13th                                       | 1973年5月20日  | 紙風船                             | 赤い花、白い花                                                                 | EP    | LTP-2854  |     |
| 14th                                       | 1973年9月20日  | 風は旅人                           | 白い花                                                                         | EP    | LTP-2908  |     |
| 東芝EMI／LIBERTY アルファミュージック      |                |                                    |                                                                                |       |           |     |
| 15th                                       | 1974年2月5日   | 僕のうた                           | もう一度帰ろう                                                                 | EP    | LTP-2978  |     |
| -                                          | 1974年9月20日  | 赤い花、白い花                     | 紙風船                                                                         | EP    | ETP-10168 |     |
| アルファミュージック                       |                |                                    |                                                                                |       |           |     |
| -                                          | 1998年2月6日   | 翼をください                       | 翼をください (シングル・ヴァージョン) I WOULD GIVE YOU ANYTHING (翼をください) | 8cmCD | ALDA-2039 |     |

### アルバム

#### オリジナル・アルバム
|                                            | 発売日           | タイトル               | 規格             | 規格品番         |                  |
| アルファレコード                           | アルファレコード | アルファレコード       | アルファレコード | アルファレコード | アルファレコード |
| ------------------------------------------ | ---------------- | ---------------------- | ---------------- | ---------------- | ---------------- |
| 1st                                        | 1970年6月10日    | Fly With The Red Birds | LP               | YS-10085-JA      |                  |
| 1st                                        | 1975年9月25日    | Fly With The Red Birds | LP               | CD-7148          |                  |
| 東芝音楽工業／LIBERTY アルファミュージック |                  |                        |                  |                  |                  |
| 2nd                                        | 1970年10月5日    | RED BIRDS              | LP               | LPC-8030         |                  |
| 3rd                                        | 1971年3月5日     | WHAT A BEAUTIFUL WORLD | LP               | LTP-9017         |                  |
| 4th                                        | 1971年7月25日    | 竹田の子守唄           | LP               | LTP-9034         |                  |
| 5th                                        | 1972年7月26日    | パーティー             | LP               | LTP-9063         |                  |
| 6th                                        | 1973年1月6日     | 美しい星               | LP               | LTP-9068         |                  |
| 7th                                        | 1973年6月20日    | 祈り                   | LP               | LTP-9077         |                  |
| 東芝EMI／LIBERTY アルファミュージック      |                  |                        |                  |                  |                  |
| 8th                                        | 1974年7月5日     | 書簡集                 | LP               | LTP-85010        |                  |

#### ライブ・アルバム
|                                            | 発売日                                     | タイトル                                      | 規格                                       | 規格品番                                   |                                            |
| 東芝音楽工業／LIBERTY アルファミュージック | 東芝音楽工業／LIBERTY アルファミュージック | 東芝音楽工業／LIBERTY アルファミュージック    | 東芝音楽工業／LIBERTY アルファミュージック | 東芝音楽工業／LIBERTY アルファミュージック | 東芝音楽工業／LIBERTY アルファミュージック |
| ------------------------------------------ | ------------------------------------------ | --------------------------------------------- | ------------------------------------------ | ------------------------------------------ | ------------------------------------------ |
| 1st                                        | 1971年12月20日                             | スタジオ・ライヴ                              | LP                                         | LTP-9049                                   |                                            |
| 東芝EMI／LIBERTY アルファミュージック      |                                            |                                               |                                            |                                            |                                            |
| 2nd                                        | 1973年12月25日                             | ミリオン・ピープル 赤い鳥コンサート実況録音盤 | LP                                         | LTP-8277/8                                 |                                            |

#### ベスト・アルバム
|                                            | 発売日                                     | タイトル                                      | 規格                                       | 規格品番                                   |                                            |
| 東芝音楽工業／LIBERTY アルファミュージック | 東芝音楽工業／LIBERTY アルファミュージック | 東芝音楽工業／LIBERTY アルファミュージック    | 東芝音楽工業／LIBERTY アルファミュージック | 東芝音楽工業／LIBERTY アルファミュージック | 東芝音楽工業／LIBERTY アルファミュージック |
| ------------------------------------------ | ------------------------------------------ | --------------------------------------------- | ------------------------------------------ | ------------------------------------------ | ------------------------------------------ |
| 1st                                        | 1972年10月20日                             | ゴールデン・ディスク                          | LP                                         | LTP-7601/2                                 |                                            |
| 1st                                        | 1976年12月5日                              | ゴールデン・ディスク                          | LP                                         | LTP-7729/30                                |                                            |
| 東芝EMI／LIBERTY アルファミュージック      |                                            |                                               |                                            |                                            |                                            |
| 2nd                                        | 1974年4月5日                               | カレッジポップス・オリジナル・ストック6       | LP                                         | LTP-60165                                  |                                            |
| アルファレコード                           |                                            |                                               |                                            |                                            |                                            |
| 3rd                                        | 1979年6月5日                               | 赤い鳥パッケージ                              | LP                                         | ALR-6027                                   |                                            |
| 4th                                        | 1980年9月5日                               | 赤い鳥物語                                    | LP                                         | ALR-8001/2                                 |                                            |
| アポロン                                   |                                            |                                               |                                            |                                            |                                            |
| 5th                                        | 1987年3月30日                              | ベスト・アルバム                              | CD                                         | BY32-32                                    |                                            |
| 5th                                        | 1999年7月21日                              | ベスト・アルバム                              | CD                                         | APCA-1088                                  |                                            |
| ポリスター                                 |                                            |                                               |                                            |                                            |                                            |
| 6th                                        | 1995年8月25日                              | コンプリート・ベスト heritage from '70s       | CD                                         | PSCR-5291                                  |                                            |
| アルファミュージック                       |                                            |                                               |                                            |                                            |                                            |
| 7th                                        | 1998年2月6日                               | Twins Super Best of 赤い鳥                    | CD                                         | ALCA-5232/3                                |                                            |
| 東芝EMI / アルファミュージック             |                                            |                                               |                                            |                                            |                                            |
| 8th                                        | 1999年10月27日                             | Singles                                       | CD                                         | TOCT-24268/9                               |                                            |
| Sony Music House                           |                                            |                                               |                                            |                                            |                                            |
| 8th                                        | 2002年6月19日                              | GOLDEN☆BEST                                   | CD                                         | MHCL-127                                   |                                            |
| Sony Music Direct                          |                                            |                                               |                                            |                                            |                                            |
| 9th                                        | 2008年11月24日                             | スーパー・ベスト                              | CD                                         | DQCL-1114                                  |                                            |
| Sony Music Direct / GT music               |                                            |                                               |                                            |                                            |                                            |
| 10th                                       | 2009年8月19日                              | GOLDEN☆BEST 赤い鳥 翼をください〜竹田の子守唄 | Blu-spec CD (完全生産限定盤)               | MHCL-20069                                 |                                            |
| 10th                                       | 2009年8月19日                              | GOLDEN☆BEST 赤い鳥 翼をください〜竹田の子守唄 | CD (通常盤)                                | MHCL-1571                                  |                                            |

#### CD-BOX
|                  | 発売日           | タイトル                             | 規格             | 規格品番         |                  |
| Sony Music House | Sony Music House | Sony Music House                     | Sony Music House | Sony Music House | Sony Music House |
| ---------------- | ---------------- | ------------------------------------ | ---------------- | ---------------- | ---------------- |
| 1st              | 2002年6月19日    | コンプリート・コレクション 1969-1974 | CD               | MHCL-215/26      |                  |

### 参加楽曲
| 発売日         | 商品名                                         | 歌     | 楽曲                         | 備考 |
| -------------- | ---------------------------------------------- | ------ | ---------------------------- | --- |
| 1972年10月     | さっぽろの心をあなたに≪五番館全館オープン記念≫ | 赤い鳥 | 「さっぽろの心をあなたに」   | 五番館 CMソング 札幌に現存したデパート『五番館』の新館オープンを記念し製作されたソノシート。 キャッチフレーズは「カラフルワイド五番館」。 企画・製作：DENTSU、作詞：林春生、作曲：淡の圭一。 |
| 2018年11月14日 | 坂田晃一／テレビドラマ・テーマトラックス2      | 赤い鳥 | 「目覚めた時には晴れていた」 | 日本テレビ系土曜グランド劇場『2丁目3番地』主題歌 |

### タイアップ
| 楽曲     | タイアップ                          | 収録作品             |
| -------- | ----------------------------------- | -------------------- |
| 美しい星 | NHK『星のグランドショー』制作       | シングル「まつり」   |
| 紙風船   | 国鉄 CMソング                       | シングル「紙風船」   |
| 紙風船   | グリコ『プリッツ』CMソング          | シングル「紙風船」   |
| 風は旅人 | NHK連続テレビ小説『北の家族』主題歌 | シングル「風は旅人」 |
| 白い花   | NHK連続テレビ小説『北の家族』より   | シングル「風は旅人」 |

### NHK『みんなのうた』使用曲
| 曲名                           | 作詞       | 作曲       | 編曲     | 使用期間        |
| ------------------------------ | ---------- | ---------- | -------- | --------------- |
| わたしの紙風船                 | 嶋岡晨     | 越部信義   |          | 1971年2月-3月   |
| 月ぬ美しゃ〜月がきれいなのは〜 | 八重山民謡 | 八重山民謡 | 広瀬量平 | 1972年10月-11月 |

### CMソング
- ラブリー・チェリー　日産CMソング
- 旭化成の唄　CMソング
- THE REAL LIFE　コカ・コーラ　1971年CMソング
- グリーン&キユーピー　CMソング
- おめざめいかが　資生堂　1973年ウインターCMソング
- 全日空SKY & SKY　CMソング
- グリコ「プリッツ」　CMソング（本人たちも出演）
- ブラザー「ペースセッター」　CMソング
- ヤマカツパール　CMソング